# 阿尔科莱亚德辛卡
阿尔科莱亚德辛卡，是西班牙阿拉贡自治区韦斯卡省的一个市镇。总面积83平方公里，总人口1250人（2001年），人口密度15人/平方公里。